# Русаново (Терновский район)
Руса́ново — село в Терновском районе Воронежской области России. Административный центр Русановского сельского поселения.

## География
Село находится в северо-восточной части Воронежской области, в лесостепной зоне, в пределах Окско-Донской равнины, преимущественно на правом берегу реки Савала, на расстоянии примерно 6 км (по прямой) к западу-северо-западу (WNW) от села Терновка, административного центра района. Абсолютная высота — 107 м над уровнем моря.
Часовой пояс
Село Русаново, как и вся Воронежская область, находится в часовой зоне МСК (московское время). Смещение применяемого времени относительно UTC составляет +3:00.

## История
Основано в начале XVIII века переселенцами из города Моршанск. Название села связано с фамилией первопоселенцев. 25 апреля 1875 года открыто земское училище. По состоянию на 1913 год в селе имелось 629 дворов и проживало 2252 человека. Функционировали двухклассное училище, три торговых лавки, три кузницы, трактир, шесть кабаков, несколько постоялых дворов и мельница.

## Население
| 2010 |
| ---- |
| 1415 |

Гендерный состав
По данным Всероссийской переписи населения 2010 года, в гендерной структуре населения мужчины составляли 46,5 %, женщины — соответственно 53,5 %.
Национальный состав
Согласно результатам переписи 2002 года, в национальной структуре населения русские составляли 98 %.

## Улицы
| - ул. Горная, - ул. Заливная, - ул. Заречная, - ул. Ильича, - ул. Ключевская, - ул. Красная Гора 1-я, | - ул. Красная Гора 2-я, - ул. Ленинская, - ул. Набережная, - ул. Октябрьская, - ул. Первомайская, - ул. Подгорная, | - ул. Проезжая, - ул. Пролетарская, - ул. Свободы, - ул. Советская, - ул. Фрунзе, - ул. Чапаева. |

## Инфраструктура
В селе функционируют средняя общеобразовательная школа, детский сад, врачебная амбулатория, аптека, сельский дом культуры, библиотека и отделение Почты России.

## Известные уроженцы
- Насонов, Анатолий Павлович (1954—2013) — российский государственный деятель.